# Onosma galalensis
Onosma galalensis är en strävbladig växtart som först beskrevs av Georg August Schweinfurth och Pierre Edmond Boissier, och fick sitt nu gällande namn av Täckh. och Loutfy Boulos. Onosma galalensis ingår i släktet Onosma och familjen strävbladiga växter. Inga underarter finns listade i Catalogue of Life.